# Glossario di Metal Gear
Questa voce raccoglie alcuni termini presenti nella serie di videogiochi Metal Gear ideata da Hideo Kojima.

## Organizzazioni

### Filosofi
I Filosofi sono un gruppo di uomini rappresentanti dei tre grandi paesi del mondo (USA, Russia e Cina). Fondati nei primi anni del Novecento, si unirono principalmente per combattere il nazismo. Gruppo di grandi magnati, scienziati e, appunto, filosofi, raggrupparono una cospicua somma di denaro (chiamata "Eredità dei Filosofi") a scopo di finanziamento per i rispettivi paesi. Ma, dopo la guerra, gli interessi personali ed il caos prodotto dagli attriti tra USA e URSS hanno fatto perdere coesione tra i partecipanti così tanto da perdere l'Eredità, trafugata dall'allora Custode, il padre del colonnello Volgin che si dileguò. Durante la Guerra Fredda, Volgin, grazie ai fondi dell'Eredità, in Russia finanziò la costruzione dello Shagohod, carro armato in grado di lanciare testate nucleari, ed altre invenzioni ed armi, come il prototipo di elicottero Hind.

### Patriots
I Patriots (o Patrioti) compaiono in Metal Gear Solid 2: Sons of Liberty come un gruppo di 12 persone che comandano gli Stati Uniti d'America. La loro età secondo i dati estrapolati da G.W. è di oltre cento anni, inoltre tutti e 12 vengono dichiarati morti. Controllano tutto: niente è deciso senza il loro giudizio e agiscono in incognito usando agenti per controllare la nazione come lo stesso presidente statunitense.
Durante gli eventi di Metal Gear Solid 3: Snake Eater si apprende che il "Comitato dei Saggi" (il nome dell'assemblea costituita dai Patriots) si costituì poco dopo la formazione dell'Unione Sovietica, anche se allora l'associazione non si chiamava Patriots ma Filosofi, infatti i 12 membri erano i capi del gruppo dei Filosofi.
Non è chiaro in che modo i membri dei Patriots siano riusciti a perpetrarsi anche dopo la loro morte fisica (nel gioco viene detto che l'ultimo dei membri originali morì negli anni '30) ma in qualche modo l'organizzazione va avanti e consolida sempre più il suo potere dietro le linee.
Ocelot era un agente dei Patriots dedito a seguirne gli ordini, ma il controllo da parte di Liquid Snake ne ha fatto un nemico pericoloso per loro, come lo è stato Solidus Snake durante l'Incidente della Big Shell.
Nel finale di Metal Gear Solid 4: Guns of the Patriots si scopre chi e cosa sono veramente i Patriots: fondati negli anni '70 da Major Zero, Para-Medic alias Dottoressa Clark, Sigint alias Donald Anderson, EVA, Ocelot e infine Big Boss, il gruppo fu creato per seguire gli ideali lasciati da The Boss a dispetto della linea governativa statunitense. Sfruttato come gruppo governativo alternativo, aveva come comandanti Zero e Big Boss, i quali, col passare del tempo, presero il potere dello stato, creando anche una I.A. che supportasse l'economia del paese. Col passare del tempo, il gruppo diventò potentissimo, ma l'unione tra i membri incominciò a sgretolarsi. Zero e Big Boss entrarono in contrasto per una questione di ideali: il primo li fondava sulla grandezza e la legge, mentre il secondo sulla libertà e sull'onore. Il gruppo pian piano si sciolse, lasciando il comando all'I.A. creata apposta, ribattezzata poi J.D. Assieme ad essa Zero creò altre 3 I.A. per controllare diversi campi governativi: infrastrutture, economia commerciale ed economia bellica (l'ultimo campo controllato da G.W.). Con le I.A. al comando, Big Boss incominciò la sua guerra con Zero, fondando Outer Heaven e scatenando gli eventi della saga. Gli stessi Ocelot ed EVA decideranno di incominciare una guerra privata con Zero e il simbolo che rappresentava, i Patriots.
Alla fine tutti i membri morirono per cause diverse, ad eccezione di Zero, che riceverà l'eutanasia da Big Boss sul finale di Metal Gear Solid 4.
Snake alla fine distruggerà J.D. e tutta la rete di I.A., decretando la fine dei Patriots.

### Cipher
Cipher è una potente organizzazione considerabile un ramo dei Patriots, o lo zoccolo duro dei Patriots, che fa capo a Major Zero, chiamato appunto anche "Cipher". Il nome viene usato per la prima volta da Paz nel finale di Metal Gear Solid: Peace Walker per indicare Zero – dopo che Big Boss si è separato da lui – mentre in Metal Gear Solid V: The Phantom Pain ha un significato ambiguo, in quanto spesso indica un'organizzazione scollegata da Major Zero – e che anzi combatte Zero, così come combatte Big Boss – capeggiata da Skull Face, l'ex vicecomandante di Zero, che ora vuole distruggere Zero e il sistema che costui, continuando anche a sfruttare Big Boss, sta costruendo.
Questa ambiguità del termine compare soprattutto nella prima parte di The Phantom Pain, quando l'entourage di Snake non ha ancora ben chiaro quali siano gli obiettivi e il ruolo di Skull Face. Skull Face poco prima di morire parla ancora di "Cipher" come sinonimo di Zero, come a dire che, con la sua scomparsa, Cipher tornerà completamente in mano a Zero, o meglio alla rete di IA che egli ha fatto costruire, dato che le condizioni fisiche di Zero sono ormai critiche.

### Philanthropy

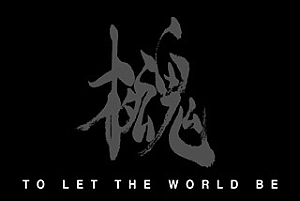
Logo utilizzato da Philanthropy

Philanthropy  è un'organizzazione non governativa anti-Metal Gear fondata da Solid Snake e Otacon e di cui fanno parte anche Mei Ling e Nastasha Romanenko. Dopo l'incidente di Shadow Moses nel 2005, Ocelot ha venduto i dati tecnici del Metal Gear REX al mercato nero, causando la diffusione di tali informazioni e favorendo così il moltiplicarsi di varianti di Metal Gear in tutto il mondo, nonché l'uso della sua tecnologia negli Stati dotati di armamenti nucleari. Philanthropy è nata con lo scopo di fermare definitivamente lo sviluppo di tecnologie basate sul Metal Gear, procurandosi informazioni riservate con mezzi illegali (come l'accesso non autorizzato ai computer del Pentagono) e rendendole pubbliche tramite Internet. Poiché i fondi a disposizione dell'organizzazione non sono sufficienti per finanziare le operazioni, Snake fa uso di equipaggiamenti – spesso non funzionanti – sottratti da Mei Ling all'Army Soldier System Center, dove lavora.
Le attività svolte da Philanthropy sono raccontate in Metal Gear Solid 2 (nella storia principale e nella Snake Tale External Gazer) e nel fan film Metal Gear Solid: Philanthropy.

### Unità militari

#### FOX
La Force Operation X, nota come FOX, è un'unità creata da Major Zero nel 1962.
FOX era un'unità segreta intenta a svolgere missioni speciali e doveri di intelligence. Divenne una divisione ufficiale della CIA nel 1964, dopo il successo dell'operazione Snake Eater. Gli agenti della FOX venivano spesso mandati in missioni segretissime con equipaggiamento ben avanzato come il sonar attivo, rilevatori di movimento e sensori anti-uomo.
I loro soldati ricevevano un intenso addestramento per resistere a vari metodi di tortura, durante gli interrogatori, nel caso fossero stati scoperti.
Gli agenti FOX erano preparati a tal punto che il fallimento, o l'essere scoperti, non erano contemplati nelle loro missioni. Il prestigio della FOX cresceva sempre di più, insieme alla rilevante e potente figura di Major Zero.
Nel 1970, un'unità FOX di stanza in Colombia, comandata da Gene, si impadronì (apparentemente di propria iniziativa) di una base missilistica situata nella penisola di San Hieronymo. Gene, dopo aver rubato dei potentissimi missili nucleari, progettò un attacco alle due superpotenze mondiali: Unione Sovietica e Stati Uniti. A causa di questa ribellione, Major Zero venne arrestato e l'unità FOX di Gene accusata di tradimento. La crisi fu risolta da Big Boss e da Roy Campbell, ma Zero sciolse comunque definitivamente la FOX.

#### FOXHOUND
La High-Tech Special Forces Unit FOXHOUND è un'unità d'élite segretissima.
FOXHOUND fu fondata nel 1971, da Big Boss, come erede dell'unità FOX. Aveva lo scopo di far fronte sia alle rivoluzioni locali, sia al terrorismo internazionale dilagante nel mondo. Discendendo da FOX è specializzata in missioni segrete, nel compiere operazioni top-secret, senza autorizzazioni, nelle zone di guerra, dove non è possibile intervenire con i mezzi convenzionali.
L'unità raccoglie i migliori soldati del mondo, assoldati o arruolati. Spesso alcuni membri della FOXHOUND erano soldati con abilità soprannaturali, specializzati in materie insolite come il misticismo o la parapsicologia o la telecinesi. Inoltre dovevano essere elementi fuori dal comune, visionari e disposti ad ogni mezzo per portare a termine la missione. Specializzato o no, ogni membro della FOXHOUND ha una notevole abilità in ogni campo militare e nell'allenamento alle tecniche di spionaggio, ed è capace di lavorare per conto proprio o insieme ad un team, a seconda delle necessità.
Di questa unità fecero parte Big Boss, creatore e capo, Solid Snake, Liquid Snake, Gray Fox, Roy Campbell, Kazuhira Miller, Revolver Ocelot, Decoy Octopus, Psycho Mantis, Vulcan Raven, Sniper Wolf, Para-Medic, Meryl Silverburgh, Naomi Hunter e George Kasler.
Il riconoscimento più alto per la dimostrazione di grandi abilità ed efficienza era il soprannome "Fox", che fu ottenuto da Frank Jaeger.
Come accadde a San Hieronymo, sull'isola di Shadow Moses una unità FOXHOUND comandata da Liquid Snake e Revolver Ocelot, decise di ribellarsi al governo, tenendo in ostaggio il capo della DARPA e l'amministratore delegato della ArmsTech, con lo scopo di ottenere un'ingente somma di denaro e il corpo di Big Boss (sconfitto da Solid Snake durante i disordini di Zanzibar Land). L'intera faccenda fu sistemata da Solid Snake, un ex-membro in FOXHOUND.
Dopo l'incidente di Shadow Moses però, la FOXHOUND venne sciolta, come accadde con la FOX nel 1970.

#### Dead Cell
Dead Cell è un'unità speciale antiterrorismo costituita da Solidus Snake quando era Presidente degli USA. Inizialmente il gruppo aveva il compito di effettuare attacchi a sorpresa contro le basi alleate come addestramento, ma quando il suo leader, il capitano Jackson, morì, la squadra iniziò ad uccidere civili e militari, cosicché nel 2008 le forze armate americane, preoccupate delle azioni dei membri di Dead Cell, tesero una trappola per eliminarli. I superstiti (Vamp, Fortune e Fatman) si unirono al gruppo terroristico Sons of Liberty, comandato dallo stesso Solidus, che nel 2009 assaltò la Big Shell.

#### Unità Tengu
I soldati dell'Unità Tengu sono a guardia dell'Arsenal Gear; indossano una tuta esoscheletrica che conferisce loro forza e abilità superiori.

#### XOF
La XOF è un'unità speciale che appare per la prima volta in Metal Gear Solid V: Ground Zeroes. Guidata da Skull Face, la squadra si dirige verso la Mother Base e, fingendo di essere venuta per un'ispezione dell'AIEA, riesce ad assaltare la piattaforma e ad affondarla, determinando la fine dei Militaires Sans Frontières, l'esercito di Big Boss. Successivamente, in Metal Gear Solid V: The Phantom Pain, la XOF irrompe nell'ospedale in cui si trova Big Boss per eliminarlo; uno dei membri dell'unità, Quiet, riesce quasi nell'intento, ma viene fermata da Ishmael. Proseguendo nel gioco, si scopre che la XOF è stata fondata insieme alla FOX dallo stesso Zero, il quale ne ha però mantenuta segreta l'esistenza: la XOF doveva operare come unità di supporto della FOX, ma da dietro le quinte, con l'obiettivo di assicurarsi che le missioni di quest'ultima avessero sempre successo.

## Tecnologie

### Codec

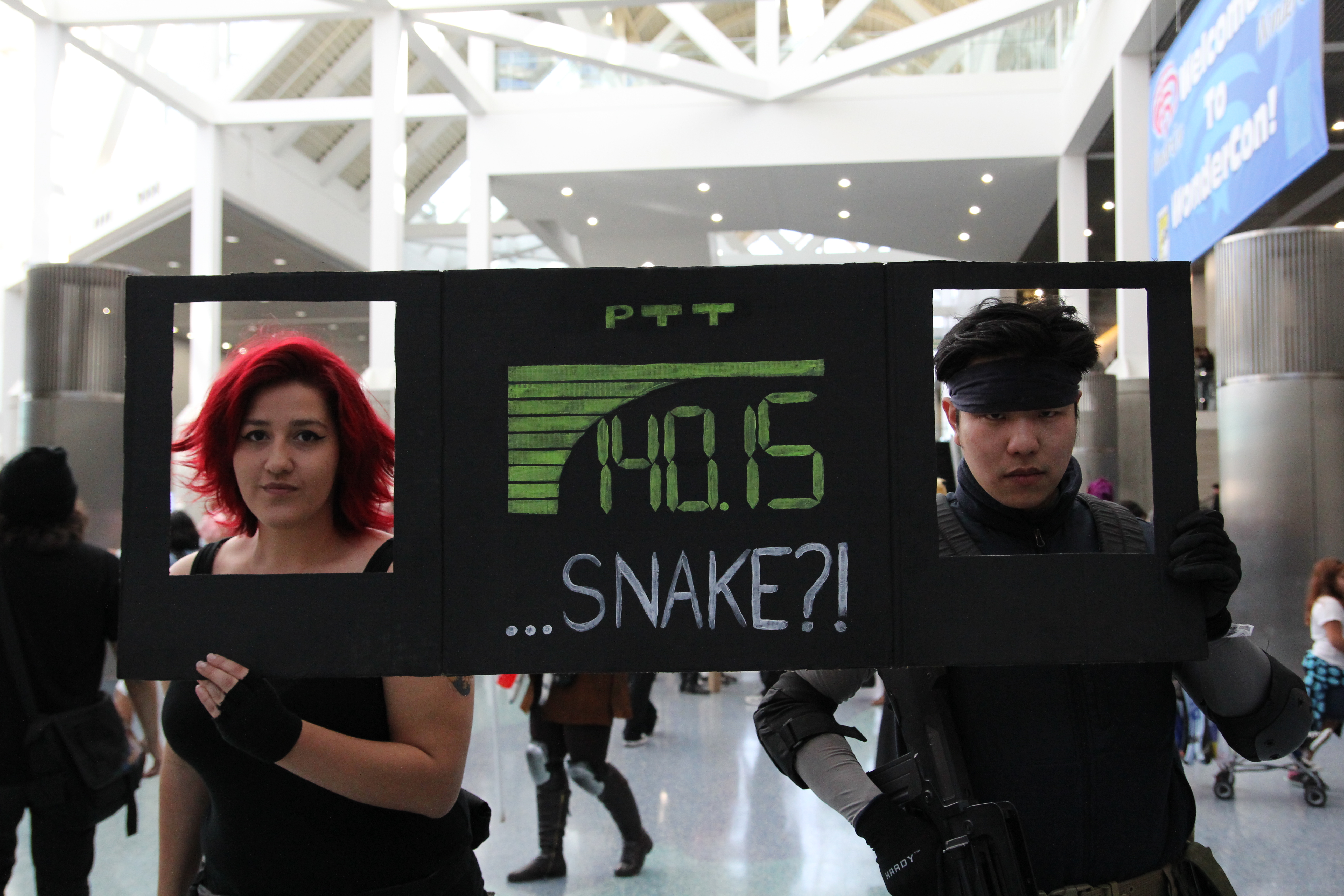
Cosplayer di Meryl e Snake utilizzano il Codec per comunicare

Il Codec è un dispositivo per le comunicazioni radio progettato da Mei Ling per la missione di Solid Snake a Shadow Moses, ed è usato per ottenere informazioni e assistenza dalla squadra di supporto remoto. Il Codec stimola direttamente gli ossicini dell'orecchio di chi lo usa, in modo che le altre persone non possano sentire la conversazione. Prima dell'introduzione del Codec, le comunicazioni avvenivano con una normale radio ricetrasmittente.

### Radar Soliton

Una rappresentazione del radar Soliton: i puntini rossi e i coni blu indicano rispettivamente la posizione dei nemici e il loro campo visivo, mentre il puntino bianco e il cono verde si riferiscono al giocatore.

Il radar Soliton, progettato da Mei Ling, è un particolare radar che consente di ottenere informazioni sull'ambiente circostante, come la posizione dei nemici, il loro campo visivo e la disposizione degli oggetti. Un satellite emette onde elettromagnetiche di solitoni che, rimbalzando sugli oggetti a terra, ritornano al satellite, il quale ne calcola il fattore di attenuazione e lo trasmette a un centro elaborazione dati a terra, dove viene valutata la struttura interna degli edifici. Per ottenere informazioni sugli esseri viventi viene invece sfruttata l'equazione di Korteweg-de Vries per rilevare le radiazioni emesse dalle reazioni chimiche degli organismi. Il radar Soliton non risente delle condizioni atmosferiche, ma non può essere usato dopo essere stati scoperti dai nemici perché è molto facile disturbarlo, in quanto costruito con tecnologie già esistenti. Non funziona nemmeno negli spazi stretti a causa dell'eccessiva risonanza armonica.

### Armi

#### Arsenal Gear
L'Arsenal Gear è un enorme mezzo marino da battaglia e da supporto praticamente invulnerabile agli attacchi: esso è infatti munito di missili, protetto da molti Metal Gear RAY senza pilota (prodotti in serie al suo interno) e pattugliato dai soldati dell'Unità Tengu; tra il suo armamentario vi è anche una bomba H che Fortune vuole utilizzare per vendetta. L'Arsenal Gear è stato costruito sulla Big Shell nell'ambito di un progetto top secret dei Patriots; all'interno è suddiviso in cinque sezioni chiamate Stomaco, Intestino ascendente, Ileo, Intestino sigmoide e Digiuno. L'Arsenal Gear integra e protegge GW, una delle quattro IA principali dei Patriots, grazie alla quale può controllare e gestire tutti i dati e le informazioni riguardanti il mondo, sia in tempo di pace che di guerra, e reimmetterle a vantaggio suo e dei Patriots. Nel 2009, durante l'assalto alla Big Shell, Solidus Snake attiva l'Arsenal Gear per tentare un assalto finale contro i Patriots, ma poco dopo perde il controllo e va a schiantarsi contro la Federal Hall a causa dei danni subiti da GW, il quale era stato infettato da un worm ideato da Emma Emmerich, la sorella di Otacon.
Nel 2014, Liquid Ocelot rimette in sesto GW ed usa l'Arsenal Gear, potenziato e rinominato Outer Haven, come base per impossessarsi di una parte del sistema S.O.P.

#### Metal Gear RAY
Il Metal Gear nome in codice RAY è un modello robotico denominato "carro armato bipede" presente in Metal Gear Solid 2: Sons of Liberty, Metal Gear Solid 4: Guns of the Patriots e Metal Gear Rising: Revengeance.
Unico del suo genere, questo modello di Metal Gear fu costruito dall'Esercito americano non per lanciare testate nucleari (come il REX), ma per abbattere i modelli precedenti a lui ancora in attività. Dopo l'incidente di Shadow Moses, molti modelli di Metal Gear verranno creati a scopo bellico e il RAY ne è la controparte.
La postura di questo mezzo è molto più animalesca del REX, incorporando una struttura più dinamica e sulla difensiva, pronta ad attaccare. Ha un armamentario che, per il suo utilizzo, è di tutto rispetto: possiede mitragliatori posti sulle braccia che fungono anche da resistenti scudi, sulla schiena è munito di missili a caduta (sono missili che non hanno un razzo propulsore ma, sfruttando la velocità di caduta, agiscono come se lo avessero) mentre dal muso spara un potente getto d'acqua con una pressione talmente potente da riuscire a tagliare qualsiasi cosa; successivamente, nel 2018 vengono creati modelli di RAY che sostituiscono la loro sega idraulica con un cannone al plasma, molto più potente e distruttivo; presentano inoltre una modifica nelle braccia che includono una gigantesca lama ad alta frequenza, in grado ti tranciare interi edifici con facilità. Di base è un modello anfibio, e la coda (presente solo nella versione dei Marines) gli permette un buon bilanciamento in piedi e gli consente di nuotare.
Il modello/prototipo originale, quello della Marina, è stato rubato e guidato da Revolver Ocelot. Successivamente il modello RAY verrà prodotto in serie e usato per l'attacco e la difesa dell'Arsenal Gear. I RAY prodotti in serie non necessitano di un pilota, poiché guidati da G.W., l'I.A. dell'Arsenal.
Questo modello appare in un cameo nel gioco Super Smash Bros. Brawl.

#### Metal Gear REX

Solid Snake combatte contro il Metal Gear REX

Il Metal Gear nome in codice REX è un modello robotico denominato "carro armato bipede" del videogioco Metal Gear Solid.
Il Metal Gear REX è un carro armato bipede semovente armato di missili nucleari di nuova concezione. Ipotizzata come l'arma definitiva in grado di lanciare un attacco nucleare da qualsiasi posto nel mondo, fu creato dalla ArmsTech con il supporto della DARPA.
Ideato e progettato dal Dt. Hal Emmerich (Otacon) ha, a differenza degli altri Metal Gear, la possibilità di lanciare testate nucleari Stealth, quindi invisibili.
La tecnologia Stealth (come quella usata da bombardieri F-117 e B-2), permette con un sistema di schermatura di non essere individuati dai radar. Questa tecnologia esiste già da molti anni, il problema è sempre stata l'applicazione di questa tecnologia sui missili, che sarebbero invisibili ai radar ma non ad altri strumenti di intercettazione, visto che usando carburante emettono calore.
La vera innovazione è che quest'arma utilizza un enorme cannone a rotaia per lanciare testate nucleari speciali attraverso potenti magneti.
Il REX è di corporatura più massiccia del RAY. Totalmente corazzato, utilizza lo stesso materiale dei carri armati di nuova generazione, può essere perforato solo con un potente proiettile anticarro. Non è munito di braccia, ma sfrutta le due possenti gambe come arma e bilanciamento per il massiccio corpo. L'abitacolo è isolato completamente dall'esterno: il pilota possiede un moderno sistema di rilevamento esterno chiamato Radome, un sensore che fa da "Occhi e Orecchie". Come armi usa due mitragliatrici vulcan installate sulla testa, missili anticarro AGM-114 Hellfire lanciati dalle ginocchia e un laser a fusione liquida sotto l'abitacolo usato come difesa a breve distanza.
Come il RAY e il Gekko, appare in un cameo nel campo di Shadow Moses in Super Smash Bros. Brawl.
Il Metal Gear REX è il modello di Granin che durante la guerra fu scartato per dare spazio allo Shagohod. I modellini del REX si possono infatti vedere nel terzo capitolo della saga nell'ufficio di quest'ultimo, che manderà i progetti al nonno di Otacon per farli sviluppare dagli americani.
Il REX occupa una parte importante anche in Metal Gear Solid 4: Guns of the Patriots, in quanto è presente nel quarto atto, dove Snake lo pilota per sfuggire alla distruzione di Shadow Moses e per sconfiggere il Metal Gear RAY pilotato da Liquid Ocelot.,
In The Phantom Pain il REX viene indirettamente menzionato in una delle audiocassette, intitolata Obiettivo di Skull Face [1] - Reazioni mondiali al Sahelanthropus, facendo intendere che i dati del Sahelanthropus serviranno poi per creare proprio il Metal Gear REX; le due armi infatti sono simili anche esteticamente.

#### Nikita
Il lanciarazzi portatile teleguidato Nikita è un'arma immaginaria presente in vari capitoli della serie, in particolare in Metal Gear Solid, Metal Gear Solid 2: Sons of Liberty e Metal Gear Ac!d, nei quali il suo utilizzo è indispensabile per procedere nella missione distruggendo a distanza obiettivi altrimenti irraggiungibili.

#### Bambole Mantis e The Sorrow
La bambola Mantis e la bambola The Sorrow sono due pupazzi raffiguranti Psycho Mantis (boss di Metal Gear Solid) e The Sorrow (boss di Metal Gear Solid 3: Snake Eater). Nessuno sa chi le abbia costruite né quando, ma hanno il potere di controllare i corpi rispettivamente degli esseri viventi e dei morti. Queste bambole sono usate da Screaming Mantis (boss di Metal Gear Solid 4: Guns of the Patriots), che le tiene appese a dei fili che manovra con le dita delle mani, durante lo scontro con Solid Snake: grazie ad esse, Screaming Mantis riesce a controllare i soldati Haven e Meryl, facendoli sparare contro Snake. Se riesce a colpirlo, Mantis può prendere il controllo dello stesso Snake, i cui colpi andranno dunque a vuoto; per impedire che ciò accada, Snake deve usare la siringa per inibire le proprie nanomacchine. Per sconfiggere Screaming Mantis è necessario sparare ripetutamente alla bambola Mantis per farla cadere, raccoglierla e usarla contro di lei; allo stesso modo ci si può impossessare della bambola The Sorrow.
Una volta ottenute le due bambole, il giocatore può usarle contro i soldati: quando i loro proiettili colpiscono il bersaglio, questo inizia a fluttuare in aria e a contorcersi seguendo i movimenti del controller. Snake però non è un esperto in psicocinesi, perciò dopo un po' finisce per uccidere i soldati catturati vivi e fa cadere quelli già morti; tuttavia, se i corpi dei malcapitati sono stati sufficientemente scossi, essi lasciano cadere oggetti o munizioni. La bambola The Sorrow ha inoltre una funzione aggiuntiva: se equipaggiata insieme alla fotocamera, essa permette di vedere i fantasmi che si aggirano su Shadow Moses.

### Oggetti

#### Scatole di cartone
(Naked Snake)

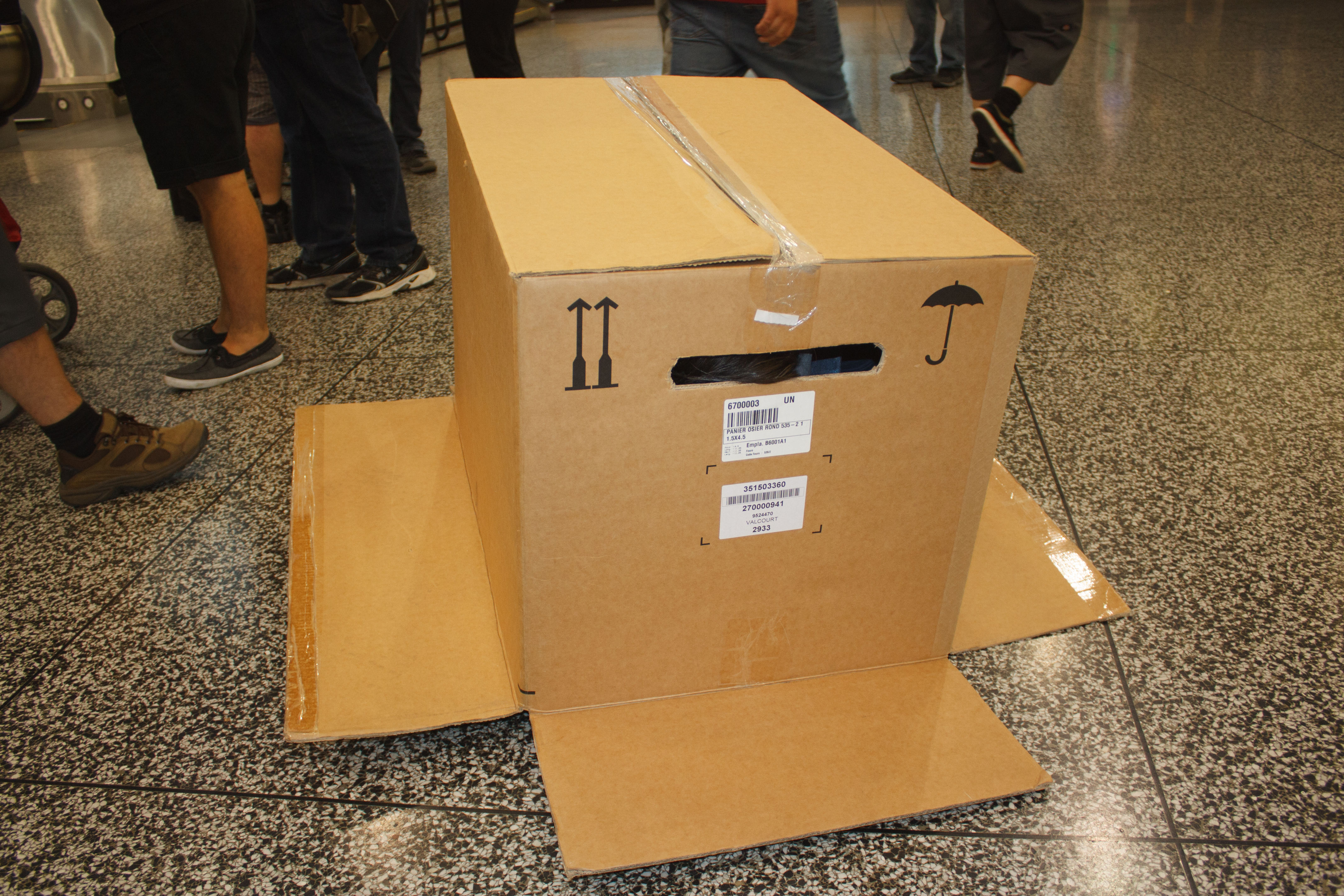
Un cosplayer nascosto in una scatola di cartone

Le scatole di cartone sono normali scatole costituite da più fogli di cartone piatti intervallati da strati di cartone ondulato che le rendono resistenti. Presenti in quasi tutti i capitoli della serie, esse sono usate per nascondersi dal nemico: basta equipaggiarne una e rimanere immobili, e i soldati non sospetteranno nulla. Sono dotate anche di una comoda fessura per osservare ciò che avviene fuori. Naturalmente si deve scegliere attentamente il luogo in cui posizionarsi: se un soldato si imbatte nella scatola durante il suo giro di pattuglia, la solleverà per controllarne il contenuto, e scatterà così l'allerta, a meno che il giocatore non sia abbastanza tempestivo da sgattaiolare fuori dalla scatola e scivolare alle spalle del soldato prima che questi l'abbia sollevata completamente.
Le scatole di cartone possono anche essere usate per spostarsi velocemente da un luogo all'altro: su ognuna di esse è infatti indicato l'indirizzo di spedizione, e basta quindi posizionarsi su un camion (Metal Gear Solid e Metal Gear Solid 3) o su un nastro trasportatore (Metal Gear Solid 2) per essere "spediti" a destinazione. Anche in Metal Gear Solid V: The Phantom Pain si può ricorrere a questo espediente, con la differenza che si può selezionare una destinazione solo se in precedenza si è presa la fattura dalla relativa piazzola di consegna.
A partire da Metal Gear Solid: Peace Walker le scatole sono diventate più versatili: grandi abbastanza da contenere due persone, permettono anche di sparare dal loro interno ed è possibile salirci sopra per raggiungere luoghi elevati. Inoltre sono state introdotte molte varianti della classica scatola di cartone, come per esempio la "scatola stordente", che stordisce chiunque tenti di sollevarla. In The Phantom Pain il concetto di scatola è stato ulteriormente sviluppato: si possono scegliere scatole con differenti motivi mimetici, in modo da essere difficilmente individuati anche mentre ci si muove, e per la prima volta è possibile spostarsi stando non solo accovacciati, ma anche in piedi e sdraiati. Si può inoltre usare la scatola come una tavola da surf tuffandosi giù per una discesa, e infine si possono applicare sulle scatole dei poster di ragazze avvenenti per attirare in trappola i soldati nemici.
Esistono altri due oggetti che svolgono una funzione analoga a quella delle scatole di cartone: il primo è il secchio presente in Metal Gear 2: Solid Snake: si tratta di un normale secchio metallico, di quelli usati per pulire i pavimenti; essendo di metallo, ha il vantaggio di resistere ai proiettili, e ciò è utile perché i soldati di Zanzibar Land sparano a vista agli oggetti fuori posto, tuttavia ha il difetto di fare rumore ad ogni passo, attirando così l'attenzione delle guardie. Il secondo oggetto è il bidone presente in Metal Gear Solid 4: Guns of the Patriots: si tratta di un fusto di benzina che, all'occorrenza, può essere fatto rotolare dopo averlo sdraiato su un fianco: questa mossa è utile per abbattere i soldati, tuttavia, se Snake rotola troppo a lungo, viene colto dalla nausea e vomita, perdendo una parte di psiche.

#### Bandana
Quando è equipaggiata, la bandana fornisce munizioni illimitate per tutte le armi; su di essa sono ricamati i caratteri cinesi corrispondenti alla parola "infinito" e il suo simbolo ({\displaystyle \infty }). Il modo per ottenere la bandana non è lo stesso per tutti i capitoli della serie: per esempio, in Metal Gear Solid 2 si deve prendere un certo numero di Dog Tag dai soldati nemici, mentre in Metal Gear Solid 4 si deve completare il gioco senza uccidere nessuno.

#### Mimetica ottica
La mimetica ottica, sviluppata da Otacon, rende invisibile chi l'indossa sfruttando il principio della rifrazione. Similmente alla bandana, per sbloccare la mimetica ottica occorre compiere determinate azioni che variano da capitolo a capitolo.

#### Parrucche
Le parrucche sono oggetti utilizzabili nel Capitolo Plant di Metal Gear Solid 2 che diventano disponibili solo dopo aver sottratto un certo numero di Dog Tag ai soldati nemici; esistono tre parrucche: quella marrone fornisce munizioni illimitate, quella arancione consente di restare aggrappati a un appiglio senza limiti di tempo, e quella blu permette di rimanere sott'acqua senza bisogno di tornare in superficie per riprendere fiato.

### Biotecnologie

#### OILIX
L'OILIX è un batterio capace di produrre grandi quantità di petrolio. Fu scoperto nel 1999 dallo scienziato ceco Kio Marv durante un esperimento con le biomasse, e da esso si ottiene benzina con un alto numero di ottano. Drago Pettrovich Madnar ha fatto rapire il dottor Marv e lo ha segregato a Zanzibar Land per farsi rivelare i segreti dell'OILIX, ma lo scienziato ne aveva nascosto i progetti nella cartuccia di un gioco per MSX, la quale viene recuperata da Solid Snake.

#### FoxDie
FoxDie è un immaginario virus letale, prodotto artificialmente, che agisce in brevissimo tempo, provocando nelle vittime una reazione apparentemente simile all'infarto. Ha un ruolo importante nella trama di Metal Gear Solid e di Metal Gear Solid 4: Guns of the Patriots.

#### Les Enfants Terribles
Il progetto Les Enfants Terribles (I Bambini Terribili) è un progetto di clonazione immaginario descritto nel videogioco Metal Gear Solid.
Il progetto fu ideato per creare il "soldato perfetto", la macchina da guerra più micidiale della storia. Per fare ciò, fu usato il processo della clonazione umana, il primo tentativo riuscito di tale pratica. L'individuo scelto e da cui fu preso il DNA fu Big Boss, considerato "il miglior soldato del XX secolo". Iniziato nel 1970, il progetto prevedeva la creazione di 8 cloni, portata a 2 per il completo successo del progetto. I due cloni in questione sono Solid Snake e Liquid Snake.
Oltre ai due gemelli, però, è sopravvissuto anche un terzo gemello: Solidus Snake. Questi è, a differenza dei fratelli, un clone perfetto, l'immagine speculare in tutto e per tutto a Big Boss.

## Tecniche di combattimento

### CQC
Il Close Quarters Combat (abbreviato in CQC) è una tecnica di combattimento ravvicinato corpo a corpo che consente di neutralizzare un avversario con varie mosse, come lanci e prese. È stato ideato negli anni '50 da The Boss, che l'ha in seguito perfezionato insieme al suo allievo Naked Snake. Il CQC deriva dallo sviluppo delle tecniche CQB (Close Quarters Battle) utilizzate dal SAS, basate sull'uso di armi leggere (come pistole, coltelli e granate) negli scontri che si svolgono in spazi ristretti, ad esempio all'interno di edifici. Gene, modificando la composizione delle tecniche CQC per aumentarne la potenza, sviluppò un CQC potenziato. Dopo essere diventato il comandante di FOXHOUND, Naked Snake insegnò le tecniche del CQC agli altri membri dell'unità, finché Solid Snake non impose un divieto, considerandole "tecniche apprese da un traditore". Ma nei primi anni 2000, il CQC venne riscoperto e reso pubblico dal governo USA, cosicché Solid Snake revocò il suo divieto e iniziò ad usarlo anche lui. Ocelot apprese il CQC osservando Naked Snake durante l'operazione Snake Eater, e sviluppò un proprio stile personale, dando prova di una certa predisposizione per questa tecnica di combattimento già nello scontro finale a bordo dell'idrovolante.

## Luoghi

### Outer Heaven
Outer Heaven ("Paradiso Esteriore") è un nome che designa l'ideale di Big Boss di un luogo in cui i soldati siano "liberi dalla dominazione". È un soprannome dato alla Mother Base dei Caraibi in Metal Gear Solid: Peace Walker e alla Mother Base delle Seychelles in Metal Gear Solid V: The Phantom Pain, ma il vero e proprio stato-fortezza di Outer Heaven compare in Metal Gear, nelle vicinanze di Galzburg, una località immaginaria del Sudafrica, dove Solid Snake deve infiltrarsi per liberare Gray Fox, membro di FOXHOUND già infiltratosi pochi giorni prima di Snake con l'obiettivo di distruggere il Metal Gear TX-55 che stava per essere costruito dallo scienziato Drago Pettrovich Madnar.

### Zanzibar Land
Zanzibar Land (o semplicemente Zanzibar, da non confondere con la vera Zanzibar, situata in Africa) è una nazione immaginaria situata in Asia centrale e confinante con Unione Sovietica, Afghanistan, Pakistan e Cina. Essa è capeggiata da Big Boss e vi hanno luogo gli eventi di Metal Gear 2: Solid Snake.
In particolare, Snake deve infiltrarsi in tre edifici: il primo è composto da sei piani, di cui due interrati. Al primo piano c'è il comando centrale, un hangar per carri armati e una fabbrica; al secondo c'è il ponte principale, al terzo il dipartimento di ricerca e sviluppo e al quarto gli alloggi dei soldati. Al primo piano sotterraneo c'è l'armeria e il deposito di munizioni, mentre al secondo c'è il canale di scolo. Il secondo luogo in cui Snake si infiltra è una torre alta circa 600 metri e costituita da 30 piani, più uno seminterrato in cui passa il canale di scolo, mentre nel terzo edificio è detenuto il Dr. Marv.

### Shadow Moses
Shadow Moses è l'isola immaginaria dove è ambientato Metal Gear Solid. L'isola in questione si trova in Alaska, e più precisamente nell'arcipelago delle isole Fox, dove, secondo la trama del gioco, si trova una base militare americana adibita a deposito di stoccaggio per missili balistici nucleari obsoleti. Solo esternamente però questa è adibita a deposito: in realtà la base è anche un centro ricerche top-secret per lo sviluppo del prototipo Metal Gear REX.
La base comprende un porto sotterraneo, un eliporto, un hangar comprendente ai livelli inferiori locali di reclusione e armerie, un deposito comprendente ai livelli inferiori locali di servizio e laboratori, due torri di comunicazioni, un altoforno, un deposito di smaltimento di rifiuti e una base sotterranea segreta.

### Big Shell
La Big Shell è una piattaforma di decontaminazione marina situata al largo di Manhattan. È stata costruita dopo un incidente avvenuto nel 2007, a causa del quale un tanker è affondato riversando in mare molto greggio: grazie alla costruzione tempestiva di una barriera per il contenimento del petrolio da parte del governo e all'uso di derivati del cloro, la zona di mare contaminato venne ripulita, e al suo posto sorse la Big Shell, che presto diventò il simbolo della protezione ambientale. Il vero scopo della Big Shell è però tutt'altro: si tratta di una struttura adibita alla costruzione dell'Arsenal Gear e allo svolgimento di test sull'IA neurale GW. Il tanker venne affondato volutamente per poter inscenare l'attività di decontaminazione e nascondere così la verità.

### Groznyj Grad
Groznyj Grad, che in russo significa "fortezza formidabile", è il centro strategico delle attività svolte da Volgin in Metal Gear Solid 3: Snake Eater, costruito grazie all'investimento di un'ingente somma di denaro. Questo luogo è formato da un immenso cortile, dove trovano parcheggio carri armati e macchine, sorvegliati da unità cinofile (i cani, alani particolarmente aggressivi, riconoscono gli intrusi dall'odore). Vi si trovano anche magazzini per gli alimenti a nord-est, dormitori e prigioni a sud-est e un'armeria a nord-ovest. La struttura ha un corpo centrale, dove risiede lo Shagohod, suddiviso in due ali: un centro di ricerca a est, in cui Granin e Sokolov progettano e sviluppano nuove armi (come le piattaforme volanti e lo stesso Shagohod), e un laboratorio per le armi a ovest.
Snake deve infiltrarsi in questa base due volte: la prima per cercare di liberare Sokolov, l'ideatore dello Shagohod; la seconda per distruggere il gigantesco carro antenato del Metal Gear, piazzando dell'esplosivo al plastico C3. Grozny Grad verrà distrutta prima dalle bombe, poi dallo Shagohod comandato da Volgin in uno spettacolare inseguimento con Snake ed EVA.

### Camp Omega
Camp Omega è il luogo in cui si svolgono gli eventi di Metal Gear Solid V: Ground Zeroes. È una base americana situata a sud di Cuba sotto il controllo dei Marine e della XOF, un gruppo paramilitare comandato da Skull Face. I cubani diedero questa base agli americani come ringraziamento per averli aiutati a ottenere l'indipendenza dalla Spagna, ma essa non appartiene all'America in quanto è stata concessa come "terra in affitto" fino a quando entrambi i paesi non decidono di annullare il contratto oppure gli USA non abbandonano il luogo; di conseguenza, all'interno della base la Costituzione americana non si applica, e ciò consente di negarvi i diritti civili. Inizialmente l'area era usata solo per tenervi i rifugiati dei paesi come Cuba e Haiti, ma poi la CIA iniziò a usarla come un carcere segreto per sottoporre a interrogatori brutali i nemici dello stato. La base è inoltre circondata da mine, rendendo pressoché impossibile la fuga a piedi.